# Station Feanwâlden
Station Feanwâlden is een spoorwegstation in het Nederlandse dorp Feanwâlden (Veenwouden) in de provincie Friesland.

## Gebouw
Het eerste stationsgebouw stamt uit 1863 en werd geopend in 1866. Het station was een Waterstaatstation van de vierde klasse en was een van de vijftien stations die ooit in deze klasse werd gebouwd. Het gebouw was ontworpen door ingenieur Karel Hendrik van Brederode.
Het oude station is in 1973 afgebroken en vervangen door een glazen wachtruimte waarin zich thans het VVV-kantoor bevindt. Het perron is een eilandperron.

## Ligging
Het station is gelegen aan de spoorlijn van Leeuwarden naar Groningen en wordt bediend door Arriva.
De plaatsnaam Veenwouden is in 2009 officieel gewijzigd in Feanwâlden. De naam van het station veranderde op 13 december 2015, bij het ingaan van de dienstregeling van 2016. De naam van het bijbehorende dienstregelpunt is door ProRail eveneens aangepast, van Vwd in Fwd.

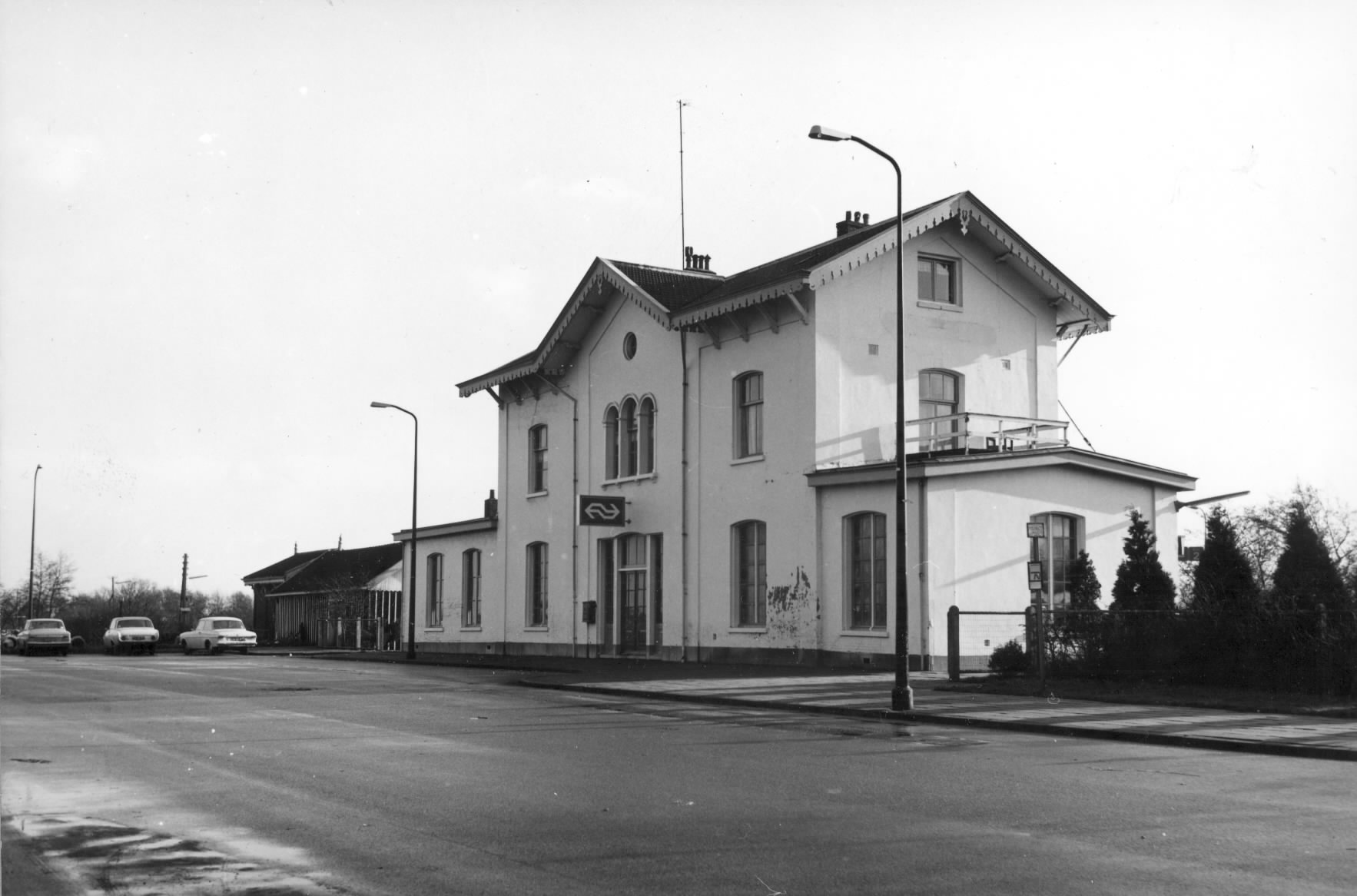
Het oude stationsgebouw in 1970
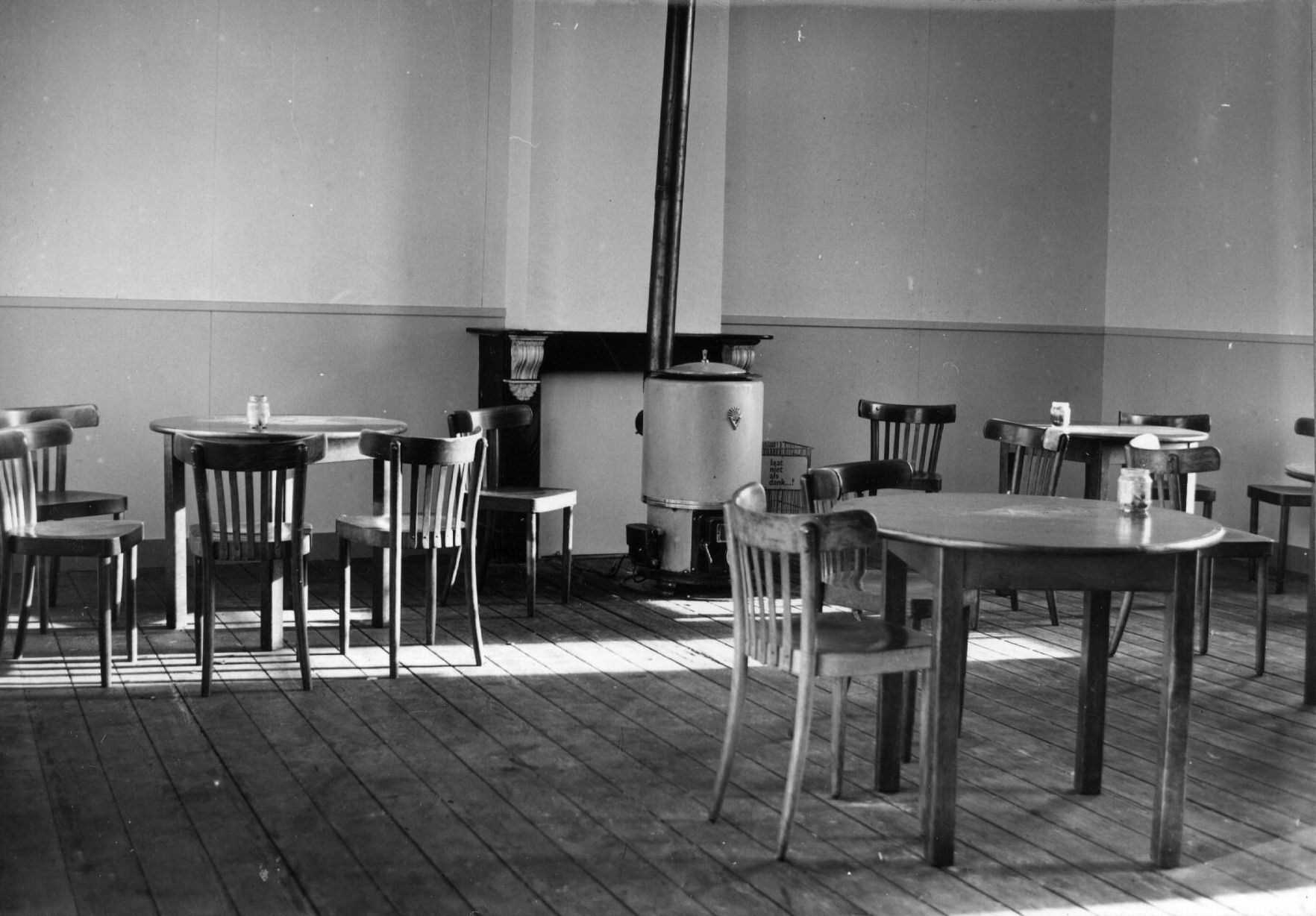
Wachtkamer op het station (1970)
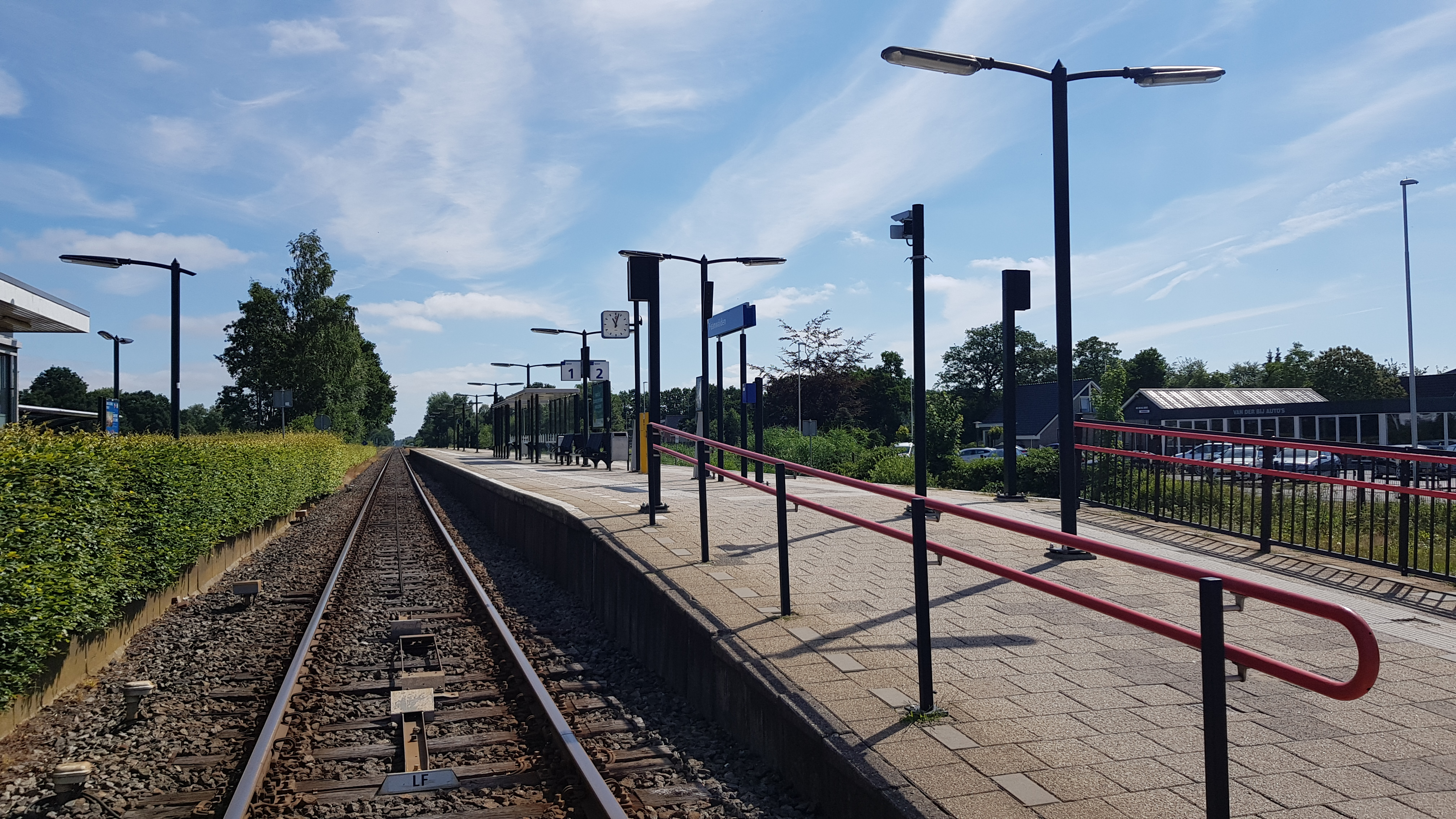
Het perron (2018)
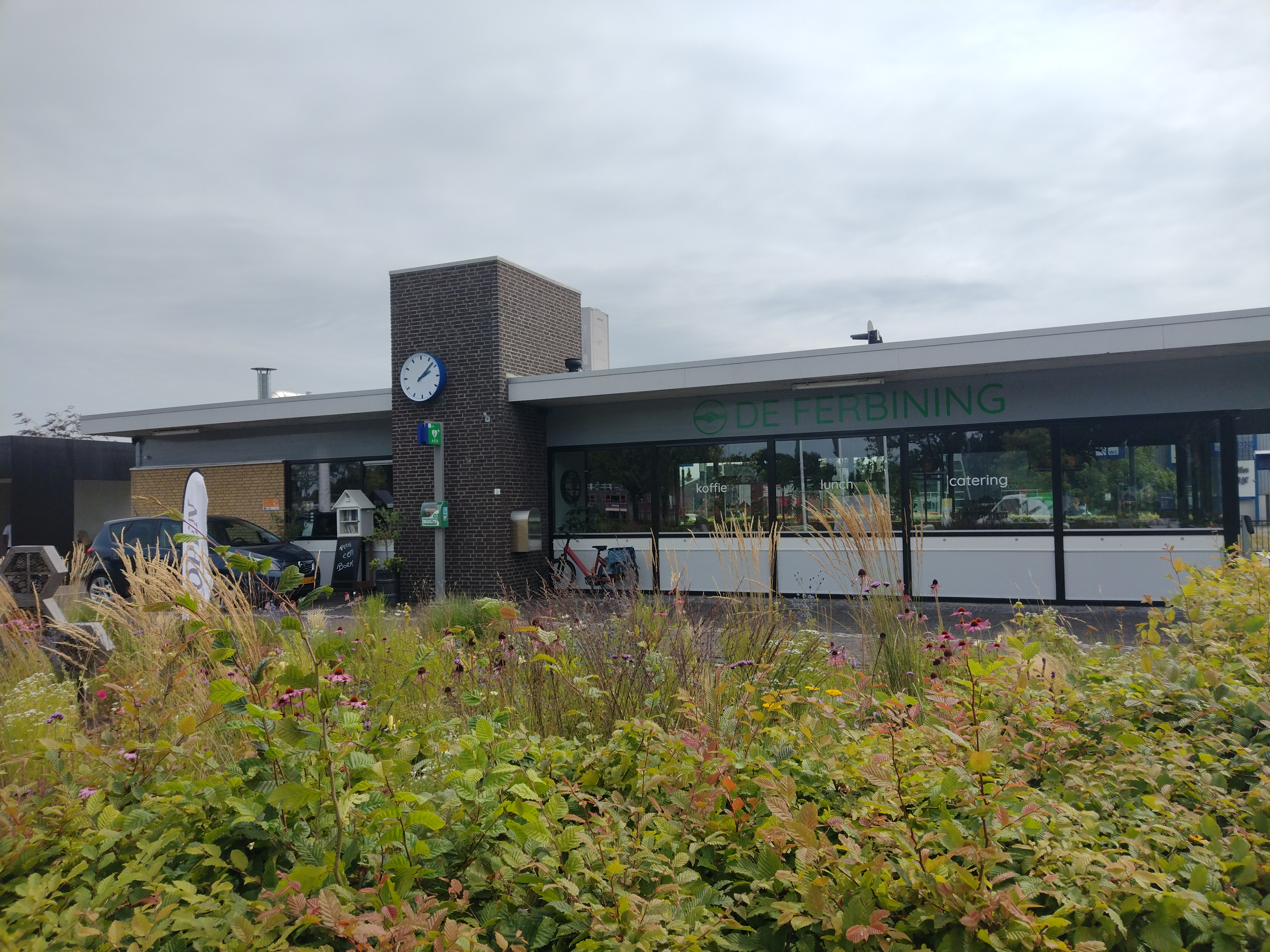
Het stationsgebouw (2024)
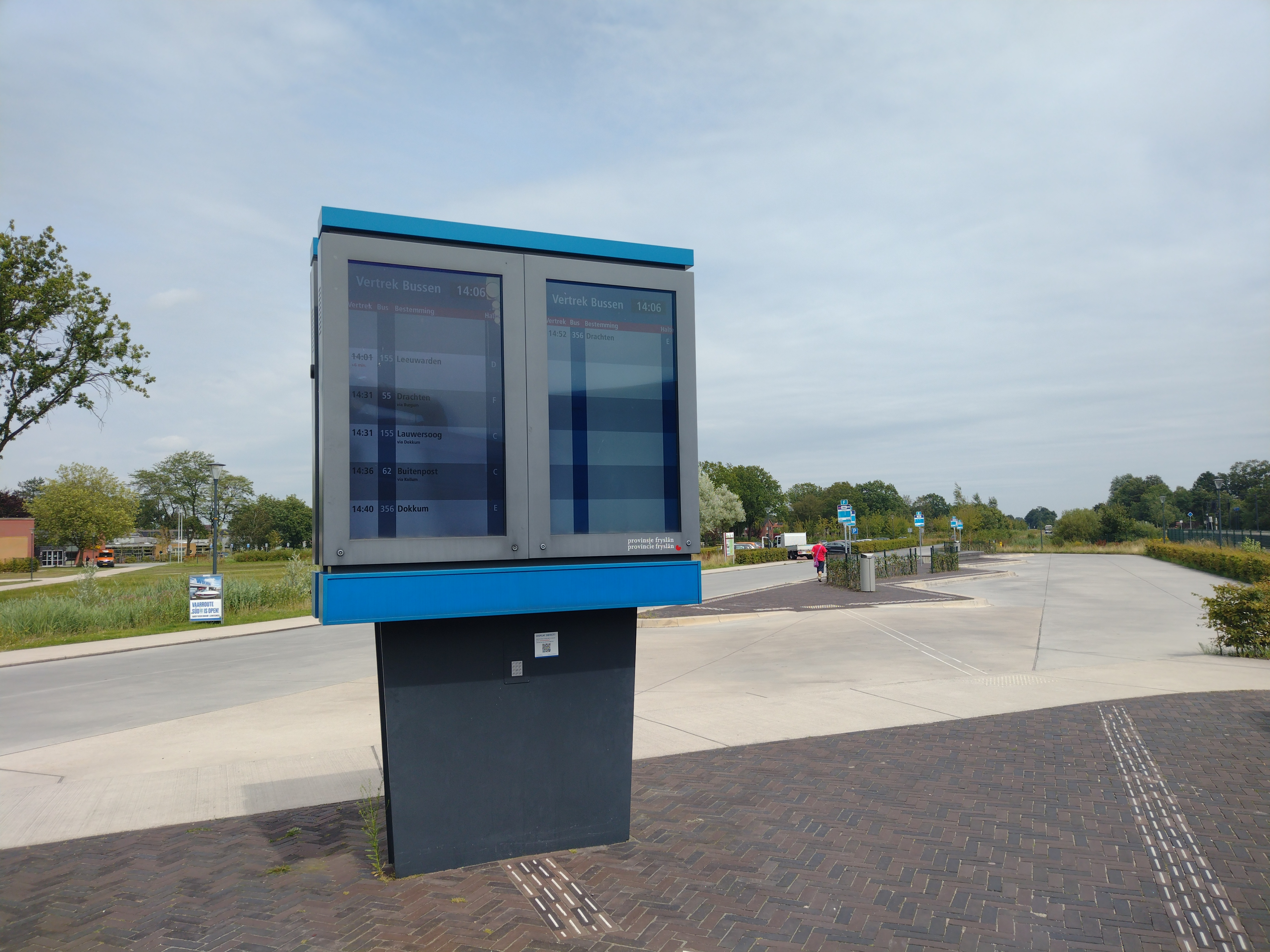
Busstation bij het station
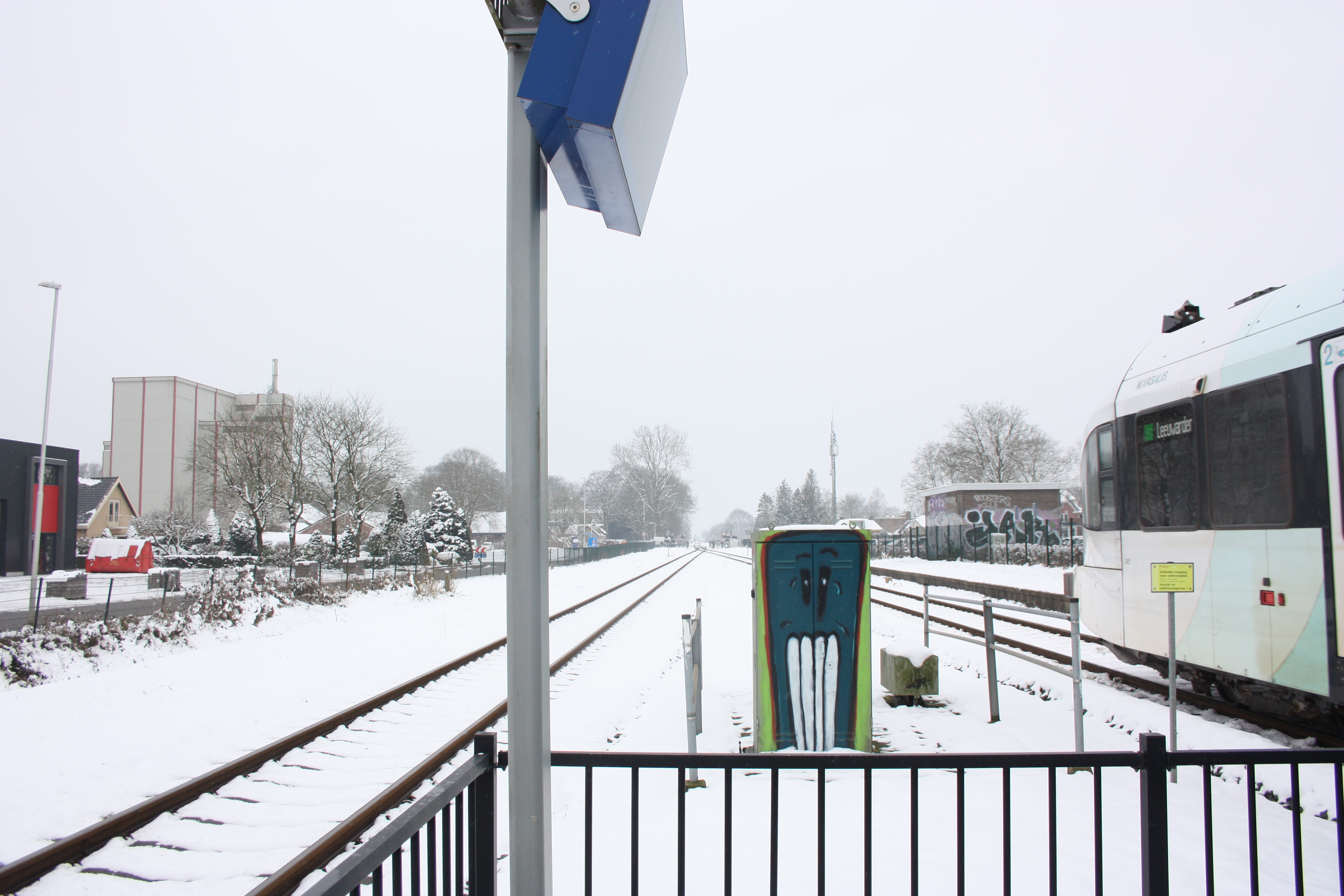
Vertrekkende trein in de sneeuw

## Verbindingen
| Serie      | Treinsoort         | Route                               | Bijzonderheden                                                                               |
| ---------- | ------------------ | ----------------------------------- | -------------------------------------------------------------------------------------------- |
| 37300 RE 1 | Sneltrein (Arriva) | Leeuwarden – Feanwâlden – Groningen | Stopt 2x/uur in Feanwâlden en alternerend in Buitenpost en Zuidhorn.                         |
| 37400 RS 1 | Stoptrein (Arriva) | Leeuwarden – Feanwâlden – Groningen | 's Avonds rijden van maandag t/m zaterdag enkele extra treinen tussen Zuidhorn en Groningen. |

## Busstation
Direct naast het spoorwegstation ligt het busstation. Vanaf het busstation wordt een overstap gegarandeerd naar diverse grotere kernen, waaronder Dokkum, Drachten, Leeuwarden en Kollum. 
De meeste lijnen die halteren op busstation Feanwâlden zijn streekbussen. Lijn 356 in de richting van Dokkum/Drachten is daarentegen een Qliner van Qbuzz en een HOV-lijn.  